# Ермин, Лев Борисович
Ле́в Бори́сович Е́рмин (23 февраля 1923, станция Зверево, Юго-Восточная область — 9 ноября 2004, Москва) — советский партийный, советский и российский государственный и общественный деятель, кандидат экономических наук. Первый секретарь Пензенского обкома КПСС (1961—1979), Первый заместитель Председателя Совета Министров РСФСР (1979—1989), председатель Государственного агропромышленного комитета РСФСР (1985—1989).

## Начало карьеры
Родился в семье рабочего-железнодорожника.
После окончания железнодорожной средней школы в 1941 году был призван в ряды Советской Армии.
Участник Великой Отечественной войны с августа 1941 года, старший сержант, командир орудия 688-го ап 239-й сд 1-го ПрибФ Принимал непосредственное участие в боевых действиях на Западном, Волховском, Ленинградском, Прибалтийском, Украинском фронтах. На фронте вступил в ряды ВКП(б) (1943). С 1945 по 1947 год проходил службу в Германии, Австрии, Венгрии, Туркестанском военном округе. В 1947 уволился из рядов Советской Армии.
В 1952 году окончил Азово-Черноморский сельскохозяйственный институт.
После окончания института работал главным агрономом в Маныч-Веселовской МТС Ростовской области.
В 1952–1953 годах секретарь Веселовского райкома КПСС Ростовской области. В 1953–1959 годах первый секретарь Раздорского райкома КПСС Ростовской области.
В 1959–1961 годах инструктор отдела партийных органов по РСФСР в Центральном Комитете КПСС.

## Во главе Пензенской области
В 1961 году занял пост второго секретаря Пензенского обкома КПСС и уже через несколько месяцев был избран 1-м секретарём обкома. В годы разделения обкома на промышленный и сельский, с января 1963 по декабрь 1964 года был 1-м секретарём Пензенского сельского обкома КПСС. Затем вновь стал 1-м секретарём Пензенского обкома КПСС и занимал этот пост до 1979 года.
Один из самых известных государственных деятелей в истории Пензенской области. Руководил регионом 18 лет.
К числу его сильных сторон относили как прочные связи в ЦК КПСС (М. А. Суслов, Ф. Д. Кулаков и др.), так и создание эффективной управленческой команды в самом регионе (В. К. Дорошенко, Г. В. Мясников, Ф. М. Куликов, Е. В. Ванин, А. Н. Власов, Ю. А. Виноградов, А. М. Варламов, Ю. А. Акимов, А. Е. Щербаков и др.), которую называли «уникальным созвездием кадров».
Его главным достижением как первого секретаря обкома считается относительно быстрый рывок в развитии Пензенской области (в основном — в сфере сельского хозяйства). Провинциальный регион, считавшийся[кем?] отстающим и депрессивным, под его руководством за довольно короткий срок превратился в высокоразвитый, а по сельскохозяйственным показателям вышел на передовые позиции в РСФСР. Это предопределило его переход в правительство РСФСР.

## В Правительстве РСФСР
В 1979–1989 годах первый заместитель Председателя Совета Министров РСФСР, одновременно в 1985–1989 годах председатель Государственного агропромышленного комитета РСФСР.
Кандидат в члены ЦК КПСС (1961–1971). Член ЦК КПСС (1971–1989).
Избирался депутатом Совета Союза Верховного Совета СССР 6-11 созывов (1962—1984) от Пензенской области, депутатом Пензенского областного Совета народных депутатов, делегатом XXII, XXIII, XXIV, XXV, XXVI, XXVII съездов КПСС и XIX Всесоюзной конференции КПСС.
При М. С. Горбачёве в апреле 1989 года отправлен на пенсию, став «жертвой» перестройки, так как являлся представителем «старой гвардии» брежневской эпохи.

## Последние годы
С апреля 1989 по июль 1990 – советник при Совете Министров РСФСР. С сентября 1990 по апрель 1992 – ведущий специалист инспекции по контролю Министерства сельского хозяйства и продовольствия РСФСР. С апреля 1992 по март 1993 – ведущий специалист секретариата административно-контрольного управления, затем – канцелярии административно-контрольного управления, а с марта 1993 – отдела правового обеспечения Управления развития новых форм предпринимательства, приватизации и правового обеспечения Комитета пищевой и перерабатывающей промышленности при Минсельхозе РСФСР. С апреля 1994 по апрель 1998 – главный специалист, заместитель руководителя, с 1996 – заместитель главы администрации Пензенской области – руководитель представительства Пензенской области при правительстве РФ. С июля 1998 по ноябрь 1999 –   помощник члена Совета Федерации Ю. И. Вечкасова непосредственно в Совете Федерации. С ноября 1999 –советник генерального директора ООО «Дальморепродукт «Москва».
В 2002–2004 годах – председатель пензенского землячества в Москве. Его заместителем был известный политик и предприниматель Виктор Видьманов.

## Гибель[4]
9 ноября 2004 года около 9:00 утра выбросился из окна лестничной площадки 8-го этажа своей московской квартиры в Денежном переулке, страдая от приступа головной боли.
Незадолго до этого проходил курс лечения в Центральной клинической больнице (ЦКБ) у психиатра по поводу суицидальных наклонностей. У него периодически очень сильно болела голова. Страдая от приступов головной боли, твердил, что покончит с собой, если боль не прекратится.

Мемориальная доска на доме, в котором жил Лев Ермин в Пензе, 2005 г. Скульптор В. Ю. Кузнецов

12 ноября 2004 года похоронен на Троекуровском кладбище в Москве.

## Увековечение памяти
В июне 2005 года в г. Пензе была установлена мемориальная доска работы пензенского скульптора Валерия Кузнецова на доме, в котором с 1974 по 1979 год жил Лев Ермин (улица Красная, д. 65).
29 апреля 2016 года решением Пензенской городской Думы имя Л. Б. Ермина было присвоено скверу, расположенному в районе ул. Пушкина, 2 г. Пензы.
17 сентября 2021 года в г. Пензе была установлена мемориальная доска Льву Ермину на бывшем здании Дома офицеров Пензенского гарнизона (ныне — Государственного автономного учреждения культуры Пензенской области «Центр культурного развития „Дом офицеров“»), которое было построено по его инициативе в 1970 году.
1 сентября 2023 года в с. Засечном Пензенской области открылась самая большая школа Поволжья, которой присвоено имя Льва Борисовича Ермина.

## Награды и звания

### Ордена
- три ордена Ленина (1966, 1971, 1973);
- орден Октябрьской Революции (1973);
- орден Трудового Красного Знамени (1966);
- орден Отечественной войны;
- орден Славы III степени;

### Медали
Награждён 16 медалями. В том числе:
- Медаль «За боевые заслуги»;
- Медаль «За оборону Москвы»;
- Медаль «За оборону Ленинграда»;
- Медаль «За освобождение Праги»;
- Медаль «За победу над Германией в Великой Отечественной войне 1941-1945 гг.»;
- Медаль «За освоение целинных земель».

### Почётные звания
- Почётный гражданин г. Пензы (1974).
- Почётный гражданин Пензенской области (1998). Первым, вместе с Ремом Вяхиревым, удостоен этого звания[9].
- Почётный гражданин г. Зверево Ростовской области, в котором родился (25.06.2009, посмертно)[10].